# Mimetus natalensis
Mimetus natalensis is een spinnensoort uit de familie van de Spinneneters (Mimetidae).
De wetenschappelijke naam van de soort werd in 1938 gepubliceerd door Reginald Frederick Lawrence.